# Takeshi Akiyama
Takeshi Akiyama (...) è un ex giocatore di football americano giapponese che ha giocato come wide receiver.